# Діно Касарес
Діно Касарес (англ. Dino Cazares; 2 вересня 1966, Мехікалі, Нижня Каліфорнія) — американський гітарист мексиканського походження, продюсер. Засновник та гітарист (до 2002 року) гурту Fear Factory.
Спочатку він грав у дет-грайнд гурті Excruciating Terror, але він вирішив створити свій власний гурт і у 1989, Касарес та ударник Реймонд Херрера створили гурт Ulceration, а наступного року перейменували його у Fear Factory (з англ. Фабрика страху). Перший альбом Soul of a New Machine, був присвячений батьку Касареса та його молодшому брату. У 1995 році вийшов альбом Demanufacture, завдяки якому гурт став відомим не тільки в США, але і у всьому світі. У цьому ж році Касарес починає співпрацювати з мексиканським гуртом Brujeria, в якому в різні часи грали колишні учасники гуртів Faith No More, Fear Factory, Cradle of filth та інші.
У 2002 році, гурт Fear Factory розпався (але невдовзі відновився — у ньому були всі старі учасники крім Касареса та новий басист), Касарес повернувся у Brujeria, але скоро покинув і його, приєднавшись до гурту Asesino.
У 2005 році Касарес був одним з чотирьох «майстрів», що збирали відомих співаків та музикантів для альбому Roadrunner United, присвяченому 25-річчю лейблу Roadrunner Records.
У 2006, у Asesino вийшов альбом «Cristo Satanico».